# Verney Lovett Cameron

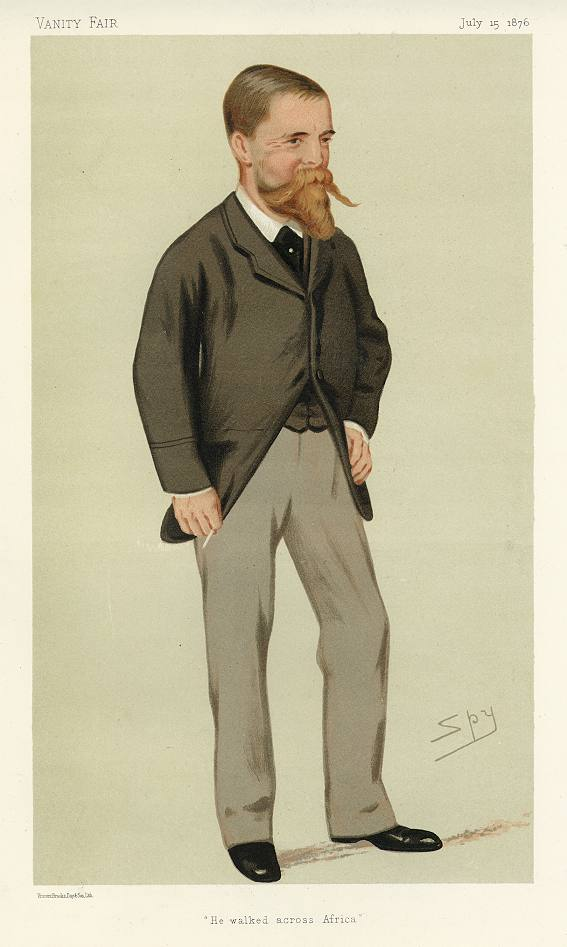
Caricatura publicada el 1876 a Vanity Fair

Verney Lovett Cameron (Weymouth, Anglaterra, 1 de juliol de 1844 - Leighton Buzzard, Anglaterra, 24 de març de 1894) va ser un explorador britànic famós per les seves expedicions a l'Àfrica. Va ser el primer home a creuar l'Àfrica Equatorial de l'oceà Índic a l'oceà Atlàntic.
Cameron es va allistar a l'Armada Britànica el 1857, prenent part en la campanya abissínia de 1868 i en la lluita contra la tracta de negres a l'Àfrica Oriental. Va ser escollit el 1872 per la Royal Geographical Society per assistir David Livingstone en una de les seves expedicions al voltant del Llac Tanganika i els rius de la regió, com el Lukuga, traçant els cursos del Congo i el Zambeze fins a arribar a la costa occidental d'Angola el 7 de novembre de 1875.
Les seves memòries, A través d'Àfrica (Ediciones del Viento, 2010; Trad. al castellà per Susana Carral Martínez) tracen algunes de les idees que guiarien el colonialisme britànic com la connexió entre El Caire i Ciutat del Cap. També va proposar una línia fèrria de Trípoli, Líbia a Karachi, Pakistan. Va acompanyar també Richard Francis Burton amb el qual va coescriure A la Costa de l'Or per Or (1883).